# Cyphostemma schimperi
Cyphostemma schimperi là một loài thực vật hai lá mầm trong họ Nho. Loài này được (Hochst. ex A.Rich.) Desc. miêu tả khoa học đầu tiên năm 1967.